# Zbigniew Podbielkowski

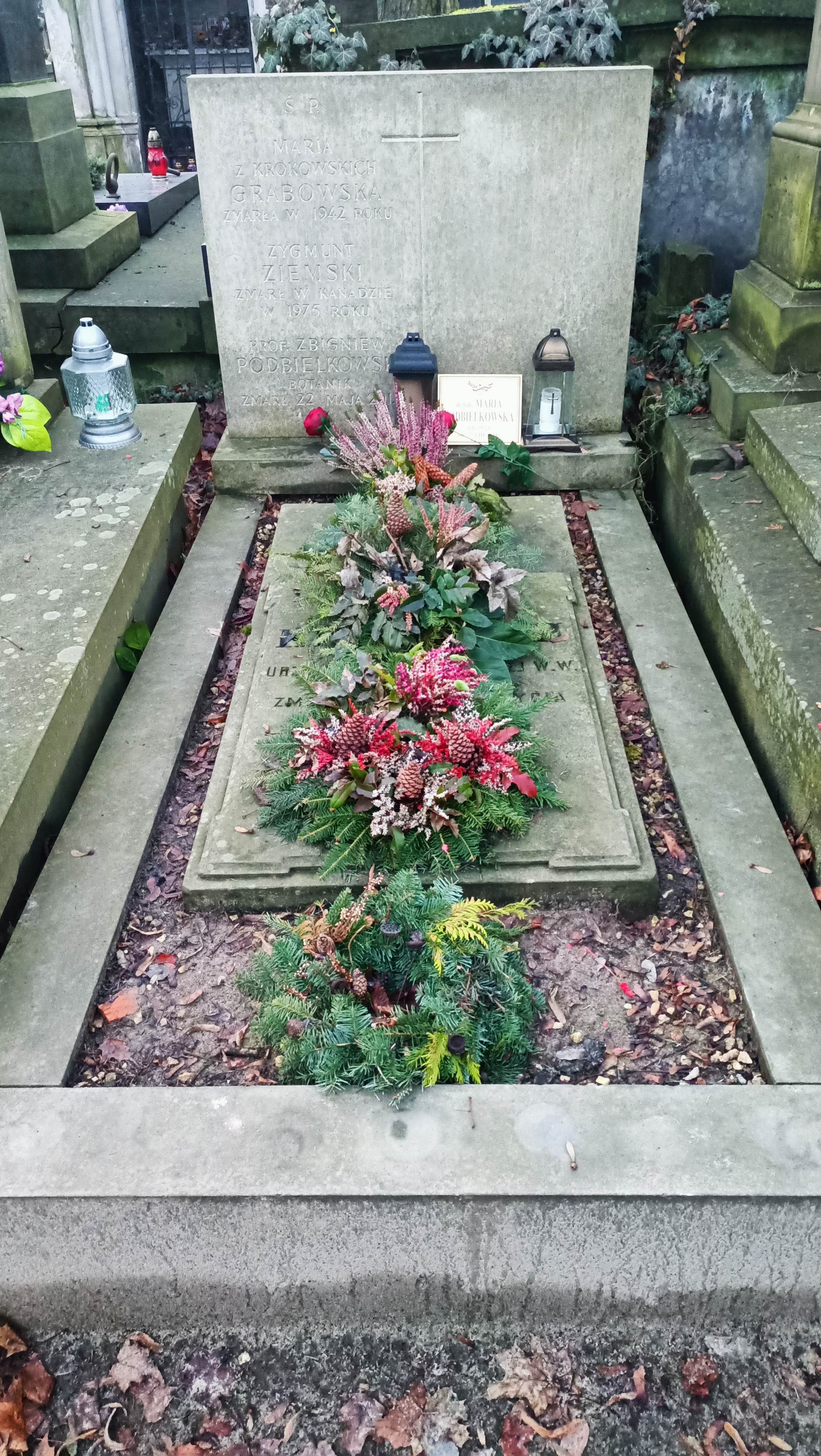
Grób Zbigniewa i Marii Podbielkowskich na Cmentarzu Powązkowskim

Zbigniew Podbielkowski (ur. 3 lutego 1921 w Ostrowi Mazowieckiej, zm. 22 maja 2012 w Warszawie) – polski botanik, naukowiec Uniwersytetu Warszawskiego. Specjalizował się w ekologii i geografii roślin i glonów.
Studiował w Szkole Głównej Gospodarstwa Wiejskiego w Warszawie, a także na Uniwersytecie Warszawskim (od 1946). Studia ukończył jedynie na tej drugiej uczelni w 1950 i od tego czasu był tam zatrudniony. Stopień doktora uzyskał w 1959, a tytuł profesora nauk przyrodniczych w 1990. W 1969 uzyskał habilitację, a w 1978 stanowisko profesora nadzwyczajnego. W latach 1972–75 prodziekan Wydziału Biologii Uniwersytetu Warszawskiego. Kierownik Zakładu Fitogeografii UW od 1980 do 1991, kiedy przeszedł na emeryturę.
Publikował wiersze w tomach zbiorowych, a w 2010 wydał tomik „Wiersze”. Był mężem Marii Podbielkowskiej.

## Aktywność naukowa i dydaktyczna
Autor lub współautor kilkudziesięciu publikacji naukowych z zakresu szeroko rozumianej ekologii roślin i glonów, w szczególności ekologii roślin wodnych i bagiennych. Oprócz publikacji naukowych wydał ok. 30 pozycji podręcznikowych. Ich tematyka obejmuje geografię roślin, hydrobotanikę z algologią, ekologię roślin, zastosowanie roślin w gospodarce, etnobotanikę i in. Od 1950 był pracownikiem UW. W latach 1950–1951 pracował w Państwowym Instytucie Geologicznym. Następne badania, w latach 1951–1955, również prowadził na zlecenie tego instytutu, a dotyczyły one roślinności torfowisk. Następnie prowadził badania na temat zarastania wód powierzchniowych, analizując mechanizmy sukcesji ekologicznej. Jako jeden z pierwszych w Polsce badaczy podjął tematykę związku między chemizmem wód a roślinnością. W latach 70. XX wieku stworzył Zespół Ekologii Ekosystemów Wodnych, który przekształcił się w Zakład Fitogeografii, a następnie Zakład Botaniki Środowiskowej na Wydziale Biologii UW. Współpracował również z innymi instytucjami naukowymi, w tym z PAN. Działał na rzecz ochrony przyrody, zwłaszcza w okolicach Warszawy i na Suwalszczyźnie, m.in. inicjując tworzenie rezerwatów przyrody.
Oprócz zajęć dydaktycznych na Wydziale Biologii UW prowadzonych zarówno na terenie uczelni, jak i na różnych stanowiskach przyrodniczych Polski, prowadził również zajęcia naukowo-dydaktyczne w radzieckim Turkiestanie (pustynie Uzbekistanu, Góry Czatkalskie).
Wśród jego uczniów wymieniani są: Stanisław Kłosowski, Kazimierz Nowak, Barbara Sudnik-Wójcikowska, Henryk Tomaszewicz.

## Członkostwo
- Polskie Towarzystwo Botaniczne – od 1947[1] (w tym kilka funkcji administracyjnych, od 2007 członek honorowy)
- Polska Akademia Nauk – 1990–1992 – członek Komitetu Botaniki PAN[1]
- "Monographiae Botanicae" – 1970–1993 – różne funkcje redaktorskie[1]

## Nagrody i odznaczenia
- Nagrody Ministra Edukacji (czterokrotnie)
- Nagrody Rektora Uniwersytetu Warszawskiego (piętnastokrotnie)
- Medal Wydawnictw Szkolnych i Pedagogicznych (1985)
- Krzyż Kawalerski Orderu Odrodzenia Polski (1978)
- Medal im. prof. Bolesława Hryniewieckiego (Polskie Towarzystwo Botaniczne) (1995, w grupie pierwszych laureatów)[5]

## Publikacje

### Publikacje naukowe
- 1960. Zarastanie dołów potorfowych. Monogr. Bot. 10(1), 3–144
- 1967. Zarastanie rowów melioracyjnych na torfowiskach okolic Warszawy. Monogr. Bot. 23(1), 3–170
- 1968. Roślinność stawów rybnych woj. warszawskiego. Monogr. Bot. 27, 3–122

### Podręczniki, encyklopedie
- Zbigniew Podbielkowski, Irena Rejment-Grochowska, Alina Skirgiełło: Rośliny zarodnikowe. Warszawa: PWN, 1964, s. 960.
- Zbigniew Podbielkowski: Słownik roślin użytkowych. Warszawa: Państwowe Wydawnictwo Rolnicze i Leśne, 1964, s. 410. ISBN 83-09-00256-4. (ostatnie wydania ze współautorstwem Barbary Sudnik-Wójcikowskiej) – podaje nazwy roślin w 6 językach: polskim, łacińskim, angielskim, francuskim, niemieckim i rosyjskim oraz dokładne polskie opisy każdego gatunku.
- Zbigniew Podbielkowski, Henryk Tomaszewicz: Zarys Hydrobotaniki. Warszawa: PWN. Brak numerów stron w książce
- Zbigniew Podbielkowski: Glony. Warszawa: Wydawnictwa Szkolne i Pedagogiczne, 1978, s. 191. ISBN 83-02-02352-3.
- Zbigniew Podbielkowski: Fitogeografia części świata. Wydawnictwo Naukowe PWN, 1987, s. 636. ISBN 83-01-13889-0.
- Zbigniew Podbielkowski: Geografia roślin. Warszawa: Wydawnictwa Szkolne i Pedagogiczne, 1991. ISBN 83-02-02678-6. Brak numerów stron w książce
- Zbigniew Podbielkowski, Maria Podbielkowska: Przystosowania roślin do środowiska. Warszawa: WSiP, 1992, s. 584.
- Zbigniew Podbielkowski: Wędrówki roślin. Warszawa: WSiP, 1995. Brak numerów stron w książce
- Zbigniew Podbielkowski, Barbara Sudnik-Wójcikowska: Rośliny mięsożerne zwane owadożernymi. Warszawa: Multico. Oficyna Wydawnicza, 2003. Brak numerów stron w książce